# Multipolster
Multipolster GmbH & Co. Handels KG ist ein deutscher Möbelhändler.

## Geschichte
Der Grundstein von Multipolster wurde im Jahr 1990, einige Monate vor der deutschen Wiedervereinigung, von Dirk Wellmann und Dietrich Nill, mit der Eröffnung des ersten Polstermöbel-Spezialgeschäfts in Oberlichtenau bei Chemnitz gelegt. Der geschäftsführende Gesellschafter Wellmann wuchs als Kind einer eingesessenen Möbelfamilie (Westmöbel) im Ruhrgebiet auf.
Nach dem Start im Jahr 1990 begann die Entwicklung des Unternehmens durch Expansion zunächst in den neuen Bundesländern, in Städten wie Leipzig, Dresden, Gera, Döbeln, Annaberg-Buchholz, Zwickau und Erfurt wurden Filialen eröffnet. 1996 eröffnete die erste Filiale in Berlin.
Im Jahr 2000 betrieb Multipolster ein Filialnetz von 35 Filialen, die meisten davon mit einer Verkaufsfläche von 1500 bis 2000 m². Diese Filialstruktur wurde ausgebaut, sowohl die Anzahl der Standorte wurde erhöht, als auch die Verkaufsfläche auf eine durchschnittliche Größe von 3000 und 5000 m² erweitert. 2007 war die Eröffnung der ersten Filiale in den alten Bundesländern, in Köln. Im Zuge dieser Ausbauphase wurden die Städte Aachen, Wuppertal, Hilden, Mülheim an der Ruhr, Dortmund, Bielefeld, Braunschweig, Krefeld, Hannover, Fürth und Remscheid in das Filialnetz integriert. Im Geschäftsjahr 2017/2018 wurde erstmals die 100-Millionen-Euro-Grenze beim Umsatz überschritten.
Im April 2020 erwarb das Möbelhandelsunternehmen Segmüller 75 % der Anteile an der Polstermöbelkette Multipolster. Dirk Wellmann blieb weiterhin geschäftsführender Anteilseigner. Im Mai 2023 übernahm Roger Tosetto die Geschäftsführung. Mit Stichtag 1. Juni 2023 wurde Multipolster eine 100-prozentige Tochter der Hans Segmüller Polstermöbelfabrik GmbH & Co. KG. Im August 2023 kam mit Bastian Schüler ein zweiter Geschäftsführer hinzu. Im Januar 2025 wurde dieser dann durch Helmut Kohlmeier ersetzt. 

## Filialen

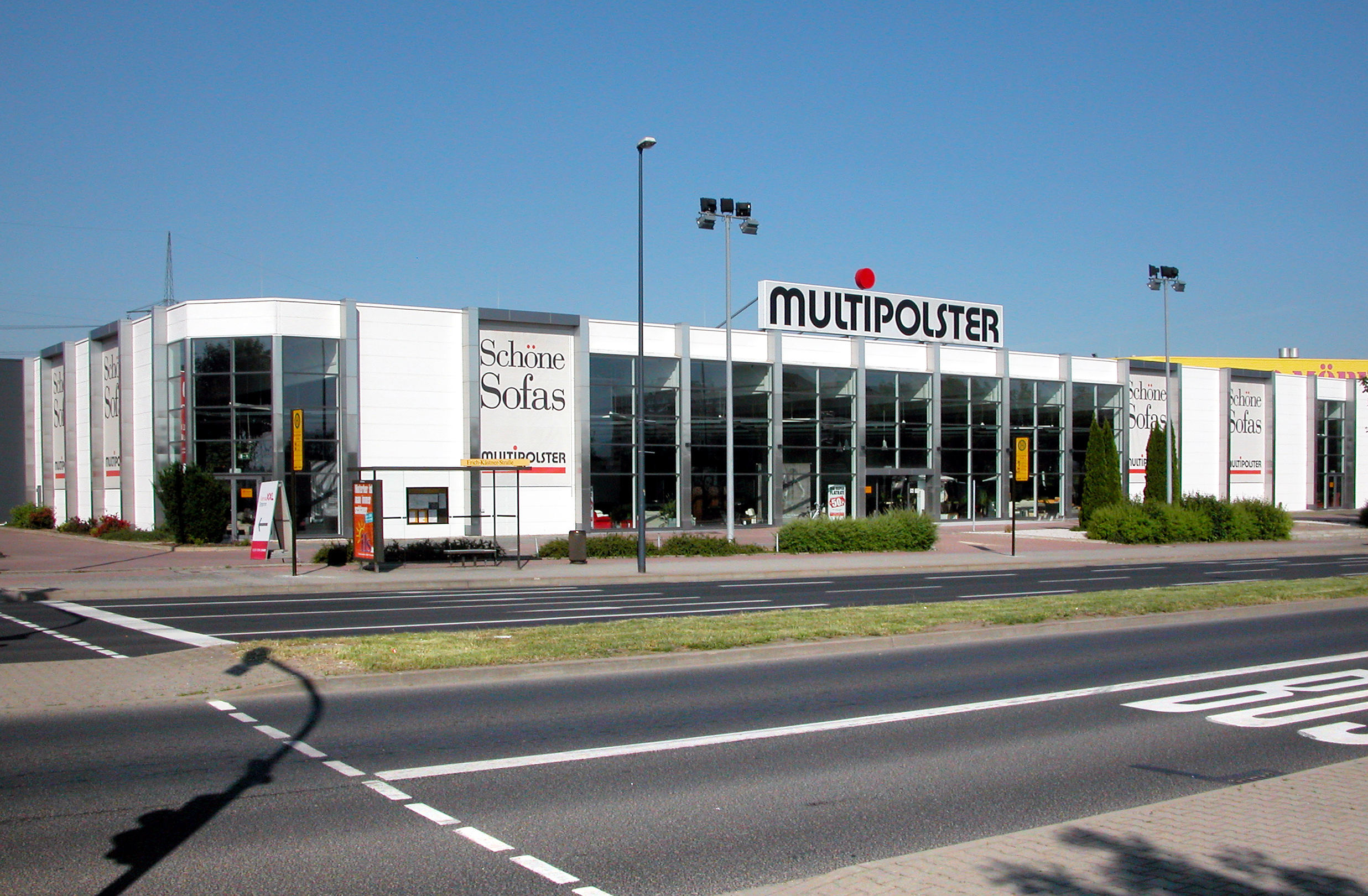
Filiale in Dresden-Nickern

Mit Stand 2023 verfügt das Unternehmen über rund fünfzig Standorte in neun Bundesländern – die Filialen sind über Berlin, Brandenburg, Niedersachsen, Nordrhein-Westfalen, Sachsen, Sachsen-Anhalt, Thüringen, Baden-Württemberg und Bayern verteilt. Zumeist sind sie in Fachmarktzentren oder als Einzelstandorte an Hauptausfallstraßen angesiedelt. Multipolster verfügt über 47 Fachmärkte, davon acht in Berlin, die aus einem Zentrallager in Burgstädt und weiteren Auslieferstandorten in Bochum, Berlin, Nürnberg und Neuffen beliefert werden.
Seit dem 1. Oktober 2018 gehört die Online-Plattform für Designer-Sofas Von Wilmowsky Sofa Manufaktur aus München zu Multipolster. Damit startete die Fachmarktkette einen ersten eigenen Onlineshop. Die Modelle können im Showroom sowie in 15 Shop-in-Shop-Flächen getestet werden. Mit multipolster.de betreibt Multipolster einen zweiten Onlineshop.

## Sortiment
Eigenmarken werden unter den Labels MultiVital, Couchzone, Scandic Loft, Gerry Hilbert, sitz-concept, Easy Living und Schöne Sofas vertrieben.